# Rebels d'Ole Miss
Pour les articles homonymes, voir Rebels.
Les Rebels d'Ole Miss (en anglais : Ole Miss Rebels) sont un club omnisports universitaire américain qui se réfère aux 16 équipes sportives féminines et masculines qui représentent l'Université du Mississippi et qui participent aux compétitions organisées par la National Collegiate Athletic Association au sein de sa Division I. Ces équipes sont membres de la Division Ouest de la Southeastern Conference (SEC). 
Le campus universitaire se situe à Oxford (Mississippi) dans l'État du Mississippi.
La présente page est principalement dédiée au traitement du football américain au sein de cette université.

## Origine du nom des équipes
L'origine du surnom porte à controverse, dans cet État du sud. Ole Miss, ne fait pas référence au Mississippi, mais sans doute au nom que donnaient les esclaves noirs à l'épouse du propriétaire des plantations. L’université se défend de tout racisme, mettant en avant la tradition arguant que le sens négatif du terme s'est depuis perdu.

## Sports représentés
| Hommes (7)                                  | Femmes (9)        |
| ------------------------------------------- | ----------------- |
| Athlétisme†                                 | Athlétisme†       |
| Basketball                                  | Basketball        |
| Cross country                               | Cross country     |
| Golf                                        | Golf              |
| Tennis                                      | Tennis            |
| Football américain                          | Football (soccer) |
| Baseball                                    | Softball          |
|                                             | Tir               |
|                                             | Volleyball        |
| † – Athlétisme en salle et/ou en plein air. |                   |

Ole Miss possède également des équipes non universitaire en :
- Crosse

Le club de crosse de l'université évolue au sein de la Division 1 de la Southeast Lacrosse Conference D1 (SELC) dont les matchs sont organisés par la Men's Collegiate Lacrosse Association (MCLA).
- Rugby

Fondé en 1974, le Football Club Ole Miss Rugby évolue au sein de la Southeastern Collegiate Rugby Conference (en) contre les équipes traditionnelles de la SEC. Le nombre de spectateurs aux matchs est en forte augmentation depuis 2011. L'équipe est entraînée par Warren Miconi.

## Football américain

### Descriptif en début de saison 2025
- Couleurs[5] :   (Rouge cardinal et bleu marine)

Les couleurs rouge et bleu ont été choisies en référence aux universités de Yale et de Harvard. Ces couleurs sont également celles du drapeau confédéré. Les fans arborent fréquemment ce drapeau lors des matchs jusqu'au milieu des années 1980. Une campagne est alors menée au sein de l'Université pour faire cesser cette pratique d'autant que les Rebels avaient la réputation de ne pas utiliser de joueurs noirs. Le premier joueur noir aligné dans l'équipe de football américain sera Ben Williams en 1973. Il restera longtemps une exception. Le même problème se posera avec la mascotte du club (voir plus bas).
- Surnom : Rebels

- Dirigeants :
  - Directeur sportif : Keith Carter
  - Entraîneur principal : Lane Kiffin , 6e saison, bilan : 44-18 (71,0 %)

- Stade :
  - Nom : Vaught-Hemingway Stadium depuis 1915
  - Capacité : 64 038
  - Surface de jeu : pelouse naturelle
  - Lieu : Oxford, Mississippi

- Conférence : 
  - Actuelle : Southeastern Conference , Division Ouest (Western Division)
  - Ancienne : 
    - Southern Intercollegiate Athletic Association (en) (1899–1921)
    - Southern Conference (1922–1932)

- Internet :
  - Nom site Web : OleMissSports.com
  - URL : http://www.oleMisssports.com

- Bilan des matchs [6]:
  - Initialement :
  - Victoires : 689 (54,9 %)
  - Défaites : 531
  - Nuls : 34
  - Après sanctions de la NCAA :
  - Victoires : 660 (54,1 %)
  - Défaites : 527
  - Nuls : 34

- Bilan des Bowls : 
  - Victoires : 26 (63,4 %)
  - Défaites : 15

- College Football Playoff :
  - Apparitions : 0
  - Bilan : -
  - Apparitions en College Football Championship Game : -

- Titres :
  - Titres nationaux : 3 (1959, 1960, 1962)[7]
  - Titres de la conférence : 6 (1947, 1954, 1955, 1960, 1962, 1963)
  - Titres de la division ouest : 1 (2003)

- Joueurs :
  - Meilleures statistiques individuelles de l'histoire des Rebels (en).
  - Vainqueurs du Trophée Heisman : 0
  - Sélectionnés All-American : 13

Ancienne mascotte, Colonel Reb.

- Hymne : Forward Rebels (en) (Lien pour les paroles et la musique : https://lyricstranslate.com/en/us-college-sports-forward-rebels-lyrics.html)

- Mascotte : 
  - Actuelle : le Landshark (un requin) depuis octobre 2017.
  - Anciennes :
    - Rebel Black Bear (en) (un ours de couleur noir) a été la mascotte de 2003 à 2008.
    - Le Colonel Reb (en) a été la mascotte des Rebels depuis 1979 mais est abandonnée par les autorités de l'université en 2003.

- Fanfare : The Pride of the South

- Rivalités : 
  - Mississippi State (Egg Bowl)
  - LSU (Magnolia Bowl (en))
  - Arkansas (Rivalité (en))
  - Alabama (Rivalité (en))
  - Vanderbilt (Rivalité (en))
  - Memphis (Rivalité (en))

### Histoire
Le programme de football américain de l'Université du Mississippi est le premier de l'état à avoir été créé. Il se situe 26e au classement des programmes de football universitaire en nombre de victoires. Ole Miss a remporté sa 600e victoire le 27 septembre 2008 en battant 31 à 30, en déplacement au Ben Hill Griffin Stadium de Gainesville en Floride, les futurs champions nationaux 2008, les no 4 Gators de la Floride.
Au cours de ses 115 années d'existence (fin de saison 2017), Ole Miss a remporté 6 titres de champion de la conférence SEC (1947, 1954, 1955, 1960, 1962 et 1963) et réclame 3 titres de champion national FBS (1959, 1960, 1962). 
L'équipe de football américain d'Ole Miss joue son premier match lors de la saison 1893. Depuis l'université a présenté une équipe sans discontinuer pour le championnat de NCAA Division I FBS exception faite pour les saisons 1897 (en cause d'une épidémie de fièvre jaune) et 1943 (en cause de la seconde guerre mondiale). Ils terminent leur première saison sous la direction de l'entraîneur Alexander Bondurant (en), avec un bilan de 4 victoires et une défaite. 
En 1899, Ole Miss devient membre de la Southern Intercollegiate Athletic Association (en) (SIAA). Le programme rejoint ensuite en 1922 la Southern Conference et la Southeastern Conference (SEC) en 1933. 
En 1947, Johnny Vaught (en) devient entraîneur principal et remporte pour la première fois de l'histoire d'Ole Miss, le titre de champion de la conférence SEC. Il va entraîner l'équipe pendant 25 saisons avec un bilan de 190 victoires, 61 défaites et 12 nuls, remportant six titres de conférence SEC, trois titres de champion national FBS ainsi que 10 bowls.
Depuis son départ en 1973, les Rebels ont connu plusieurs entraîneurs mais aucun n'a pu rééditer de tels exploits. C'est l'entraîneur Billy Brewer (en) qui restera, après Vaught, le plus longtemps à ce poste soit pendant 11 saisons (de 1983 à 1993), compilant 68 victoires, 55 défaites et 3 nuls tout en reportant 3 bowls. Depuis le 26 novembre 2017, Matt Luke est l'actuel entraîneur principal, après avoir été désigné intérimaire à ce poste avant le début de la saison 2017 à la suite de la démission de Hugh Freeze (en).
En 2019, 33 victoires obtenues par les Rebels au cours des saisons 2010 (4), 2011 (2), 2012 (7), 2013 (7), 2014 (8) et 2016 (5) (les trois premières sous les ordres de Houston Nutt, les autres sous les ordres d'Hugh Freeze) vont être annulées par la NCAA. Une enquête avait en effet permis de démontrer qu'au cours de cette période, les deux entraîneurs principaux avaient en effet aligné des joueurs non éligibles. Le résultat de ces matchs a été annulé et dès lors, le palmarès des équipes battues n'a pas été crédité d'une victoire.
Pour une vision plus complète de l'histoire de l'équipe de football, nous vous renvoyons vers la page anglophone de wikipédia traitant de ce sujet : Histoire des Rebels d'Ole Miss (football américain) (en).

### Palmarès
(dernière mise à jour en début de saison 2025)
- Champion national :

Ole Miss a remporté le titre de champion de la nation à trois reprises décerné par divers organismes de cotation ,.
| Saison                         | Entraîneur         | Organismes de cotation                                                           | Bilan de saison régulière | Bowl            | Adversaire               | Résultat | AP (classement) | Coaches' (classement) |
| 1959                           | Johnny Vaught (en) | Berryman, Dunkel, Sagarin                                                        | 10–1                      | Sugar Bowl 1960 | Tigers de LSU            | G, 21–0  | #2              | #2                    |
| 1960                           | Johnny Vaught (en) | Billingsley, Football Writers, DeVold Dunkel, Football Research, NCF, Williamson | 10–0–1                    | Sugar Bowl 1961 | Owls de Rice             | G, 14–6  | #2              | #3                    |
| 1962                           | Johnny Vaught (en) | Billingsley, Litkenhous, Sagarin                                                 | 10–0                      | Sugar Bowl 1963 | Razorbacks de l'Arkansas | G, 17–13 | #3              | #3                    |
| Titres nationaux : 3 victoires |                    |                                                                                  |                           |                 |                          |          |                 |                       |
Les principaux organismes de cotation à cette époque (Associated Press et United Press) avaient désigné les  Orange de Syracuse comme champion national en 1959, les Golden Gophers du Minnesota en 1960 et les Trojans de l'USC en 1962,.
- Champion de Conférence SEC :

Ole Miss a remporté 6 titres de champion de la Conférence SEC.
| Saison                                   | Conférence | Entraîneur         | Bilan de saison | Bilan en conférence |
| 1947                                     | SEC        | Johnny Vaught (en) | 9–2             | 6–1                 |
| 1954                                     | SEC        | Johnny Vaught      | 9–2             | 5–1                 |
| 1955                                     | SEC        | Johnny Vaught      | 10–1            | 5–1                 |
| 1960                                     | SEC        | Johnny Vaught      | 10–0–1          | 5–0–1               |
| 1962                                     | SEC        | Johnny Vaught      | 10–0            | 6–0                 |
| 1963                                     | SEC        | Johnny Vaught      | 7–1–2           | 5–0–1               |
| Titres de champion de conférence : 6 SEC |            |                    |                 |                     |
- Champion de division Ouest :

Les équipes de la Conférence SEC a été réparties dans deux divisions depuis 1992, Ole Miss intégrant la Division Ouest.
Ole Miss a remporté, à égalité avec les no 2 de LSU, le titre de division une seule fois mais n'a pas été qualifiée pour disputer le match de la finale de conférence déterminant le titre de champion de la SEC.

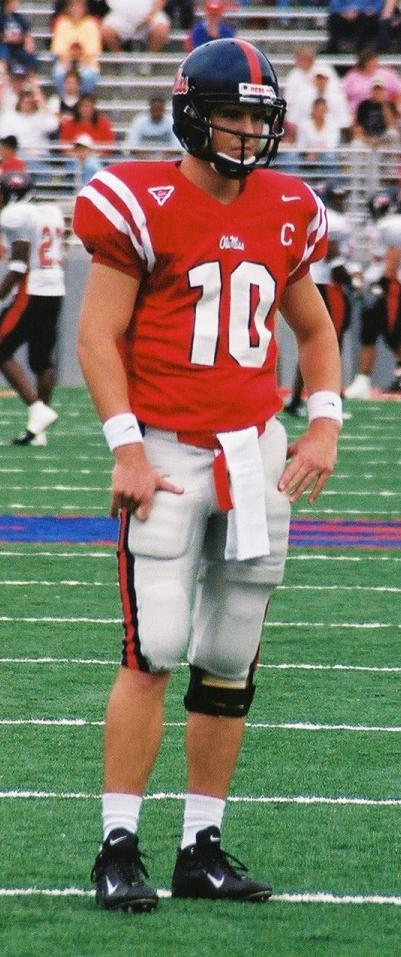
Quarterback Eli Manning.

| Saison                             | Division  |
| 2003 †                             | SEC Ouest |
| Titres de champion de division : 1 |           |
| † = co-champions                   |           |
- Bowls :

Ole Miss a participé à 40 bowls et en ont remporté 25 pour 15 défaites. La victoire lors du BBVA Compass Bowl 2013 a été retirée par les instances de la NCAA, l'entraîneur principal Houston Nutt ayant sélectionné plusieurs joueurs non éligibles au cours des saisons 2010, 2011 et 2012,.
| Saison                                                      | Entraîneur       | Bowl                     | Adversaire                                      | Résultat                   |
| 1935                                                        | Ed Walker        | Orange Bowl 1936         | Cardinals de l'Université catholique d'Amérique | P, 19–20                   |
| 1948                                                        | Johnny Vaught    | Delta Bowl 1948          | Horned Frogs de TCU                             | G, 13–09                   |
| 1952                                                        | Johnny Vaught    | Sugar Bowl 1953          | Yellow Jackets de Georgia Tech                  | P, 07–24                   |
| 1954                                                        | Johnny Vaught    | Sugar Bowl 1955          | Midshipmen de la Navy                           | P, 00–21                   |
| 1955                                                        | Johnny Vaught    | Cotton Bowl Classic 1956 | Horned Frogs de TCU                             | G, 14–13                   |
| 1957                                                        | Johnny Vaught    | Sugar Bowl 1958          | Longhorns du Texas                              | G, 39–07                   |
| 1958                                                        | Johnny Vaught    | Gator Bowl 1958          | Gators de la Floride                            | G, 07–03                   |
| 1959                                                        | Johnny Vaught    | Sugar Bowl 1960          | Tigers de LSU                                   | G, 21–0                    |
| 1960                                                        | Johnny Vaught    | Sugar Bowl 1961          | Owls de Rice                                    | G, 14–06                   |
| 1961                                                        | Johnny Vaught    | Cotton Bowl Classic 1962 | Longhorns du Texas                              | P, 07–12                   |
| 1962                                                        | Johnny Vaught    | Sugar Bowl 1963          | Razorbacks de l'Arkansas                        | G, 17–13                   |
| 1963                                                        | Johnny Vaught    | Sugar Bowl 1964          | Crimson Tide de l'Alabama                       | P, 07–12                   |
| 1964                                                        | Johnny Vaught    | Bluebonnet Bowl 1964     | Golden Hurricane de Tulsa                       | P, 07–14                   |
| 1965                                                        | Johnny Vaught    | Liberty Bowl 1965        | Tigers d'Auburn                                 | G, 13–07                   |
| 1966                                                        | Johnny Vaught    | Bluebonnet Bowl 1966     | Longhorns du Texas                              | P, 00–19                   |
| 1967                                                        | Johnny Vaught    | Sun Bowl 1967            | Miners de l'UTEP                                | P, 07–14                   |
| 1968                                                        | Johnny Vaught    | Liberty Bowl 1968        | Hokies de Virginia Tech                         | G, 34–17                   |
| 1969                                                        | Johnny Vaught    | Sugar Bowl 1970          | Razorbacks de l'Arkansas                        | G, 27–22                   |
| 1970                                                        | Johnny Vaught    | Gator Bowl 1971          | Tigers d'Auburn                                 | P, 28–35                   |
| 1971                                                        | Billy Kinard     | Peach Bowl 1971          | Yellow Jackets de Georgia Tech                  | G, 41–18                   |
| 1983                                                        | Billy Brewer     | Independence Bowl 1983   | Falcons de l'Air Force                          | P, 03–09                   |
| 1986                                                        | Billy Brewer     | Independence Bowl 1986   | Red Raiders de Texas Tech                       | G, 20–17                   |
| 1989                                                        | Billy Brewer     | Liberty Bowl 1989        | Falcons de l'Air Force                          | G 42–29                    |
| 1990                                                        | Billy Brewer     | Gator Bowl 1991          | Wolverines du Michigan                          | P, 03–35                   |
| 1992                                                        | Billy Brewer     | Liberty Bowl 1992        | Falcons de l'Air Force                          | G, 13–0                    |
| 1997                                                        | Tommy Tuberville | Motor City Bowl 1997     | Thundering Herd de Marshall                     | G, 34–31                   |
| 1998                                                        | David Cutcliffe  | Independence Bowl 1998   | Red Raiders de Texas Tech                       | G, 35–18                   |
| 1999                                                        | David Cutcliffe  | Independence Bowl 1999   | Sooners de l'Oklahoma                           | G, 27–25                   |
| 2000                                                        | David Cutcliffe  | Music City Bowl 2000     | Mountaineers de la Virginie-Occidentale         | P, 38–49                   |
| 2002                                                        | David Cutcliffe  | Independence Bowl 2002   | Cornhuskers du Nebraska                         | G, 27–23                   |
| 2003                                                        | David Cutcliffe  | Cotton Bowl Classic 2004 | Cowboys d'Oklahoma State                        | G, 31–28                   |
| 2008                                                        | Houston Nutt     | Cotton Bowl Classic 2009 | Red Raiders de Texas Tech                       | G, 47–34                   |
| 2009                                                        | Houston Nutt     | Cotton Bowl Classic 2010 | Cowboys d'Oklahoma State                        | G, 21–07                   |
| 2012                                                        | Hugh Freeze      | BBVA Compass Bowl 2013   | Panthers de Pittsburgh                          | 38–17 (annulé par la NCAA) |
| 2013                                                        | Hugh Freeze      | Music City Bowl 2013     | Yellow Jackets de Georgia Tech                  | G, 25–17                   |
| 2014                                                        | Hugh Freeze      | Peach Bowl 2014          | Horned Frogs de TCU                             | P, 03–42                   |
| 2015                                                        | Hugh Freeze      | Sugar Bowl 2016          | Cowboys d'Oklahoma State                        | G, 48–20                   |
| 2020                                                        | Lane Kiffin      | Outback Bowl 2021        | Hoosiers de l'Indiana                           | G, 26–20                   |
| 2021                                                        | Lane Kiffin      | Sugar Bowl 2022          | Bears de Baylor                                 | P, 07–21                   |
| 2022                                                        | Lane Kiffin      | Texas Bowl 2022          | Red Raiders de Texas Tech                       | P, 25–42                   |
| 2023                                                        | Lane Kiffin      | Peach Bowl 2023          | Nittany Lions de Penn State                     | G, 35–28                   |
| 2024                                                        | Lane Kiffin      | Gator Bowl 2025          | Blue Devils de Duke                             | G, 52–20                   |
| 26 victoires - 15 défaites - 1 victoire annulée par la NCAA |                  |                          |                                                 |                            |

### Joueurs notables
Numéros retirés :
- no 10 : Eli Manning
- no 18 : Archie Manning
- no 38 : Chucky Mullins (en)
- no 74 : Ben Williams (en)

Trois (3) anciens joueurs d'Ole Miss ont été intronisés au Helms Athletic Foundation Hall of Fame :
- 1955 : Frank M. "Bruiser" Kinard, tackle
- 1959 : Charles "Charlie" Conerly, halfback
- 1966 : Barney Poole, end
- 2005 : Louis N. Pappas

Un (1) joueur d'Ole Miss a été intronisé au National Quarterback Club Hall of Fame :
- 2004 : Archie Manning

Vingt (25) joueurs d'Ole Miss ont été choisis lors du premier tour de la draft de la NFL (dernière mise à jour après la draft 2025) :
En National Football League :
| - 1939 – no 3 – Parker Hall – Rams de Cleveland - 1942 – no 8 – Merle Hapes – Giants de New York - 1954 – no 10 – Ed Beatty – Rams de Los Angeles - 1961 – no 10 – Bobby Crespino – Browns de Cleveland - 1963 – no 3 – Jim Dunaway – Vikings de Minnesota - 1966 – no 11 – Stan Hindman – 49ers de San Francisco - 1971 – no 2 – Archie Manning – Saints de La Nouvelle-Orléans - 1985 – no 18 – Freddie Joe Nunn – Cardinals de St. Louis - 1990 – no 18 – Tony Bennett – Packers de Green Bay - 1991 – no 20 – Kelvin Pritchett – Cowboys de Dallas - 1994 – no 20 – Tim Bowens – Dolphins de Miami - 1998 – no 29 – John Avery – Dolphins de Miami | - 2001 – no 23 – Deuce McAllister – Saints de La Nouvelle-Orléans - 2004 – no 1 – Eli Manning – Chargers de San Diego - 2005 – no 26 – Chris Spencer – Seahawks de Seattle - 2007 – no 11 – Patrick Willis – 49ers de San Francisco - 2009 ~ – no 23 – Michael Oher – Ravens de Baltimore - 2009 ~ – no 24 – Peria Jerry – Falcons d'Atlanta - 2016 – no 13 – Laremy Tunsil – Dolphins de Miami - 2016 – no 23 – Laquon Treadwell – Vikings du Minnesota - 2016 – no 29 – Robert Nkemdiche – Cardinals de l'Arizona - 2017 – no 23 – Evan Engram – Giants de New York - 2025 – no 16 – Walter Nolen – Cardinals de l'Arizona - 2025 – no 25 – Jaxson Dart – Giants de New York |

En American Football League :
- 1966 – no 8 – Mike Dennis – Bills de Buffalo

~ En 2009, pour la première fois de son histoire, deux joueurs d'Ole Miss sont choisis lors du premier tour d'une Draft de la NFL.

### Rebels au College Football Hall of Fame
Les Rebels ont dix joueurs et deux entraîneurs intronisés au College Football Hall of Fame.
| Joueur                         | Poste      | Date intronisation |
| ------------------------------ | ---------- | ------------------ |
| Frank M. "Bruiser" Kinard (en) | T          | 1951†              |
| Charles "Charlie" Conerly      | HB         | 1965               |
| Barney Poole (en)              | End        | 1974               |
| Johnny Vaught (en)             | Entraîneur | 1979               |
| Doug Kenna (en)‡               | QB         | 1984               |
| Thad "Pie" Vann (en)           | Entraîneur | 1987               |
| Archie Manning                 | QB         | 1989               |
| Parker Hall (en)               | HB         | 1991               |
| Jerry Dean "Jake" Gibbs (en)   | QB         | 1995               |
| Charlie Flowers (en)           | FB         | 1997               |
| Wesley Walls (en)              | TE         | 2014               |
| Patrick Willis                 | LB         | 2019               |

† Membre fondateur
‡ A joué lors de son année freshman à Ole Miss mais est ensuite entré dans l' U.S. Military Academy où il jouera pour les Black Knights de l'Army ses années sophomore, junior et senior.

### Rebels au Pro Football Hall of Fame
Trois joueurs des Rebels ont été intronisés au Pro Football Hall of Fame.
| Joueur                         | Poste | Date intronisation |
| ------------------------------ | ----- | ------------------ |
| Frank M. "Bruiser" Kinard (en) | G     | 1971               |
| Gene Hickerson (en)            | OT    | 1971               |
| Patrick Willis                 | LB    | 2024               |

### Rivalités
À la suite d'infraction(s) aux règles de la NCAA, plus de 30 victoires des Rebels lors des saisons 2010, 2011, 2012 et 2013 leur ont été retirées par les autorités. Certains rivaux ont également été sanctionnés pour les mêmes motifs. Le nombre des victoires annulées lors des matchs entre rivaux est inscrit dans la colonne A du tableau ci-dessous. Il est à prendre en compte que les équipes ayant perdu lors de ces matchs n'ont pas été créditées d'une victoire.
| Équipe                        | Surnom du match                      | Nb.  | V  | N | D  | A | %    | 1er match | Dernier match |
| ----------------------------- | ------------------------------------ | ---- | -- | - | -- | - | ---- | --------- | ------------- |
| Bulldogs de Mississippi State | Battle for the Golden Egg - Egg Bowl | 121† | 66 | 6 | 46 | 3 | 54,6 | 1901      | 2024          |
| Tigers de LSU                 | Magnolia Bowl (en)                   | 113† | 42 | 4 | 64 | 3 | 37,2 | 1894      | 2024          |
| Razorbacks de l'Arkansas      | -                                    | 71‡  | 30 | 1 | 38 | 1 | 42,3 | 1908      | 2023          |
| Crimson Tide de l'Alabama     | -                                    | 71~  | 11 | 2 | 55 | 4 | 15,5 | 1894      | 2023          |
| Commodores de Vanderbilt      | -                                    | 98≈  | 54 | 2 | 40 | 2 | 55,1 | 1894      | 2023          |
| Tigers d'Auburn               | -                                    | 48   | 12 | 0 | 35 | 1 | 25,5 | 1928      | 2023          |
| Tigers de Memphis             | Mid–South Rivalry                    | 63   | 47 | 2 | 12 | 2 | 74,6 | 1921      | 2019          |
| Green Wave de Tulane          | -                                    | 73   | 43 | 0 | 28 | 2 | 59,7 | 1893      | 2023          |

#### Bulldogs de Mississipi State

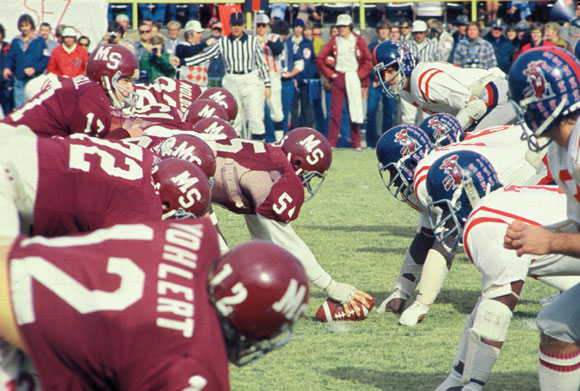
Ole Miss et MSU lors du Egg Bowl 1975.

La Battle for the Golden Egg (dénommée également Egg Bowl) est le dernier match joué en saison régulière par les Rebels et il les oppose à leurs rivaux de la conférence SEC, les Bulldogs de Mississipi State. Les équipes se sont rencontrées régulièrement depuis la saison 1901 et le premier match baptisé officiellement « The Battle of the Golden Egg » a lieu en 1927. Même s'il est étiqueté « bowl », le match fait bien partie de la saison régulière. Vingt-neuf Egg Bowls ont été joués lors du Thanksgiving Day.
En 2014, le match attire plus d'attention parce qu'il aura une incidence sur les bowls d'après saison régulière. Mississippi State commence le match comme 4e au classement du College Football Playoff, Ole Miss étant classé 19e. Les Bulldogs s'ils gagnent ont donc l'opportunité de participer aux Playoffs. Les Rebels peuvent encore participer à la finale de conférence SEC s'ils gagnent et si Alabama perd son dernier match. Ole Miss bat les Bulldogs 31 à 17, passent de la 19e à la 9e place au classement du CFP et empêchent Mississippi State de participer aux Playoffs. Les deux universités sont néanmoins qualifiées pour disputer un bowl lors du Nouvel-An. La victoire d'Ole Miss sur Mississippi State lors de l'Egg Bowl sera annulée plus tard à la suite de violations des règlements de la NCAA.
Pour l'Egg Bowl 2015, Ole Miss est 18e au classement du College Football Playoff et MSU 21e. Le vainqueur du match sera qualifié pour jouer le Sugar Bowl. Ole Miss n'est que très faiblement favoris (de 2 points) mais remporte le match joué en déplacement 38 à 27 après avoir mené de 25 points à la mi-temps. Il s'agissait de la première victoire en déplacement contre Mississippi State depuis 2003 et la première fois que les Rebels battaient deux fois consécutivement les Bulldogs depuis les saisons 2003-04.

#### Louisiana State
Page anglophone de la rivalité (en)

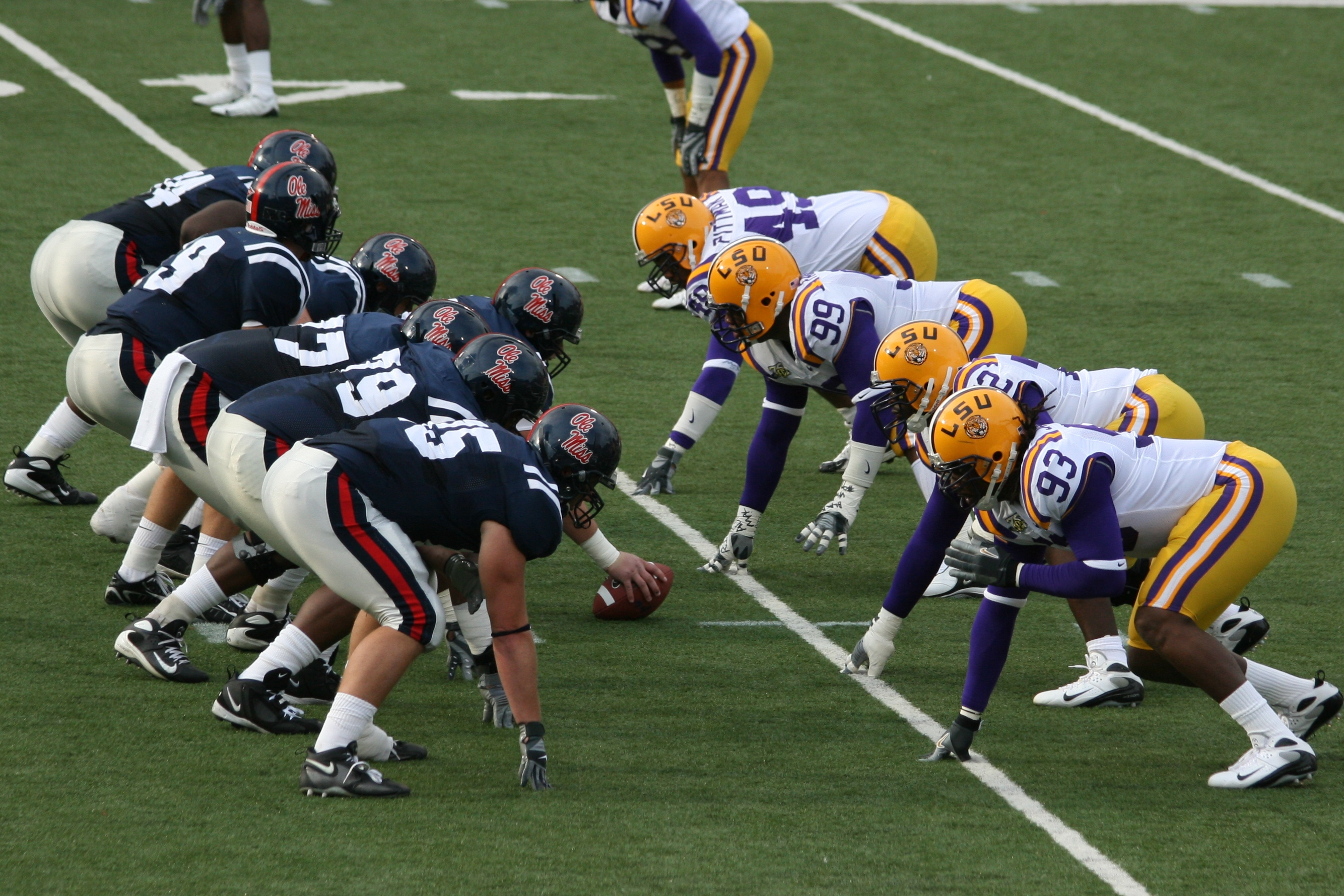
Le Magnolia Bowl de 2007.

Le match de rivalité entre Ole Miss et LSU est dénommé le « Magnolia Bowl »,, et son vainqueur remporte le trophée du même nom. 
Les deux équipes se sont rencontrées pour la première fois en 1894 et se rencontrent chaque année depuis 1945. Elles sont toutes deux sont membres de la Southeastern Conference (SEC). La rivalité a connu son apogée au cours des années 1950 et 1960, les deux équipes étant à cette époque très bien classée, ayant chacune obtenu un titre national. L'intensité des matchs diminue au cours des années 1970, 1980 et 1990, Ole Miss n'atteignant plus les premières places dans les classements depuis les années 1970 tandis que d'autres rivalités devenaient plus importantes pour LSU à la suite de l'éclatement en deux divisions de la SEC en 1992 (Alabama, Arkansas, Auburn et Florida). Même si la rivalité n'a plus beaucoup de résonance au niveau national ces dernières années, elle suscite néanmoins toujours la passion à Oxford et à Baton Rouge,.
C'est en 2008 que les associations étudiantes des deux écoles ont choisi de baptiser le match de rivalité annuel « Magnolia Bowl » le magnolia étant un symbole pour les états de Louisiane et du Mississippi. C'est également eux qui remettent le trophée. C'est Ole Miss qui, en battant LSU sur le score de 31 à 13 à Baton Rouge en Louisiane, devient le premier vainqueur du nouveau trophée.
Il s'agit de la seconde plus longue rivalité pour les deux équipes,. 
L'édition de 2011 jouée à Oxford est la 100e rencontre entre les deux universités. Elle devient la rencontre la plus inégale de l'histoire de la rivalité, le match étant gagné par LSU sur le score de 52 à 3. Dans de nombreux cas, les victoires se sont succédé. La plus longue série de victoires consécutives est celle effectuée par LSU de 1928 à 1937 (8). La suivante est de 6 victoires consécutives par LSU (de 2002 à 2007) et par Ole Miss (de1952 à 1957).
Une victoire a été retirée par la NCAA à Ole Miss.

#### Arkansas
Page anglophone de la rivalité (en)

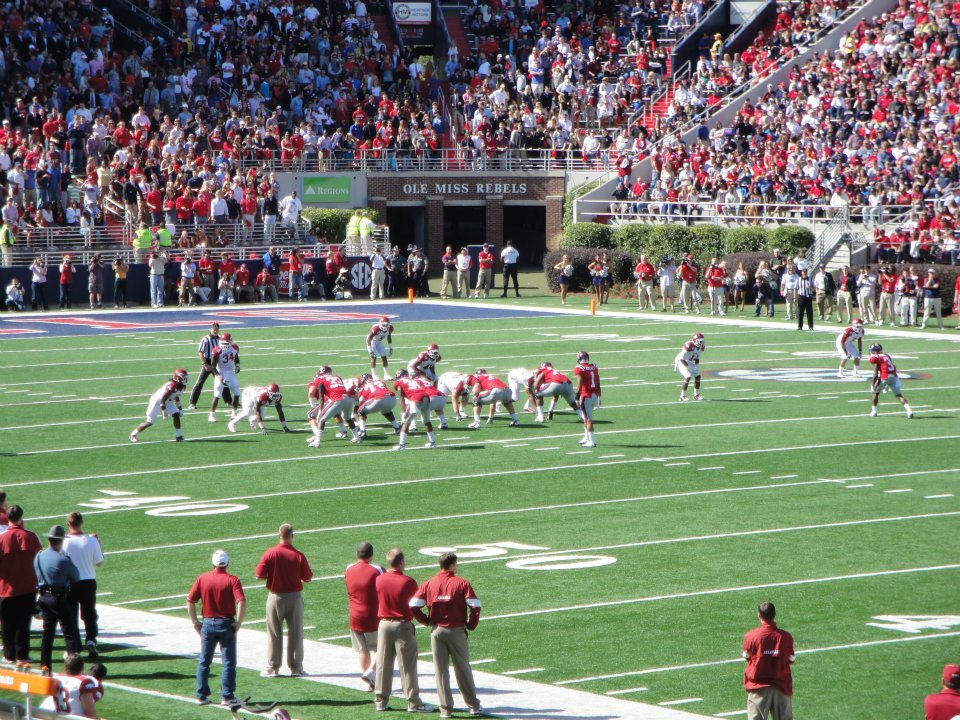
Ole Miss à l'attaque pendant le match de 2011.

Ole Miss a joué pour la première fois contre Arkansas en 1908 (défaite 33–0). Les deux équipes se sont ensuite sporadiquement rencontrées au cours des décennies suivantes dont à deux reprises lors des Sugar Bowl 1963 et 1970 (victoires d'Ole Miss).
Depuis 1981, elle se rencontrent chaque année, les Razorbacks dominant les Rebels au cours des années 1980. La rencontre de 1990 s'est terminée de façon mémorable. Menés de quatre points à quelques secondes de la fin et en possession du ballon sur la ligne des 20 yards d'Ole Miss, Arkansas doit inscrire un touchdown pour gagner le match. Le running back Ron Dickerson tente une course qui semble victorieuse mais il est arrêté par le safety Chris Mitchell à un yard de la ligne d'en-but alors que le temps de jeu est écoulé. 
En 1991, Arkansas intègre la Southeastern Conference qui l'année suivante se divise en deux divisions, Ole Miss et Arkansas se retrouvant dans la Western Division.
Au cours des années 2000, la rivalité est ravivée par une série de matchs serrés et par des changements d'entraîneurs. Le match de 2001 (en) s'est terminée à l'issue de sept périodes de prolongation (record de la NCAA). Arkansas gagne le match 58-56 après avoir stoppé une tentative de conversion de touchdown à deux points juste avant la ligne d'en-but. Depuis lors, cinq matchs de football américain de FBS ont atteint sept périodes de prolongation. 
En novembre 2007, Houston Nutt (en) démissionne de son poste d'entraîneur principal d'Arkansas et est embauché comme entraîneur principal à Ole Miss une semaine plus tard. Le premier match de rivalité après ce fait a lieu en 2008.  Les Rebels inscrivent un field goal à moins de trois minutes de la fin et mènent 23 à 14. Néanmoins, Arkansas inscrit un touchdown et revient à 23-21 à une minute de la fin. L'on-side kick est recouvert par Arkansas. Les Razorbacks sont néanmoins pénalisés pour une interférence de passe offensive et sont obligés de rendre le ballon à Ole Miss. Nutt et Ole Miss remportant ainsi le match sur le score de 23 à 21. La saison suivante, Ole Miss gagne 30 à 17, grâce notamment à son running back Dexter McCluster (200 yards de gains à la course dont un touchdown de 60 yards inscrit en 3e quart temps. En 2010, Arkansas bat finalement son ancien entraîneur Houston lors du match joué à Fayetteville (38-24). En 2015, les Rebels sont battus par Arkansas (52-53) et perdent la première place de leur division.

#### Alabama
Page anglophone de la rivalité (en)
Les deux universités sont des membres fondateurs de la Southeastern Conference (SEC). Elles sont également membre de la Western Division de la SEC depuis la saison 1992.
C'est une des rivalités les plus déséquilibrées de la conférence. Fin de saison 2019, Alabama mène la série avec 48 victoires, 11 défaites et 2 nuls (50–9–2 sans les forfaits et victoires annulées par la NCAA). 
Alabama a remporté toutes les rencontres jouées entre 2004 et 2013, dont six avec plus de dix points d'écart. En 2014, Ole Miss (classée 11e bat Alabama (classé 3e) sur le score de 23 à 17, première victoire depuis 2003. Le cornerback d'Ole Miss, Senquez Golson, cèle la victoire à la suite d'une interception lors du quatrième quart-temps. Cette victoire propulse Ole Miss à la 3e place du classement de l'Associated Press, leur meilleur classement depuis 1964. En 2015, Ole Miss se déplace à Alabama comme outsider. Les Rebels battent le Crimson Tide alors classé 2e sur le score de 43 à 37. Cette victoire à Tuscalosa n'est que la seconde de l'histoire d'Ole Miss. C'était également la première fois qu'Ole Miss battait Alabama lors de deux saisons consécutives. En conséquence, Ole Miss a été classée à la 3e place du classement AP. Ole Miss n'avait plus été classée dans le Top3 de ce classement lors de deux saisons consécutives depuis les saisons 1963-1964. Alabama n'a plus perdu contre Ole Miss depuis lors.

#### Vanderbilt
Page anglophone de la rivalité (en)
Les deux équipes sont des membres fondateurs de la Southeastern Conference et les deux universités sont deux des trois plus petites de la SEC en nombre d'étudiants. Elles ne sont séparées que d'environ 450 kilomètres. La rivalité avec les Rebels est, pour les Commodores, la seconde plus longue et continue de ses rivalités. 
Leur attrait similaire par rapport à la culture grecque (les deux écoles ont des pourcentages élevés de participation des étudiants aux fraternités et aux sororités) les a amenés à être choisis comme rivaux inter-divisions lorsque la SEC est passée à douze équipes en 1992.
La première rencontre se déroule sur le campus de Vanderbilt à Nashville dans le Tennessee le 10 novembre 1894. Les Commodores, dirigés par les entraîneurs Henry Thorton et W.J. Keller, remportent le match 40 à 0 joué contre le « Mississippi Flood » (ancien nom des Rebels jusqu'en 1936).
Au début de la série, Vanderbilt, sous la direction du légendaire entraîneur Dan McGugin (le complexe d'athlétisme de Vanderbilt porte son nom) remporte les 18 premiers matchs. Il a fallu attendre dix matchs avant qu'Ole Miss ne marque un point contre Vanderbilt (2 points inscrits lors de la défaite de 1910 à Nashville). C'est au cours de cette période (le 23 octobre 1915 que Vanderbilt remporte le match avec la plus grande marge entre les équipes soit par le score de 91 à 0.
Ole Miss ne battra pas Vanderbilt avant le 4 novembre 1939 (14-7), soit lors du premier match de la rivalité joué à Memphis sur le terrain d'Ole Miss.
À la suite de la Seconde Guerre mondiale, les équipes ne se rencontrent à nouveau que le 6 octobre 1945. Ole Miss remporte le match 14 à 7, leur première victoire en déplacement à Nashville.
En 1947, les Commodores étaient classés10e et les Rebels 18e et Vanderbilt remporte le match sur le score de 10 à 6.
Dans les années 1950, les Rebels dominent la série. Vanderbilt gagne 34-20 en 1951, mais les Commodores ne battront plus les Rebels avant 1974. Pendant cette période, Ole Miss était régulièrement classée dans le Top 10 du pays (no 2 en 1960 et 1961).
Alors qu'Ole Miss continue à gagner plus de matchs que Vanderbilt au cours des années 1980 et 90. Le match de 1989 fut peut-être le plus tragique de cette période, mais de façon tragique, le cornerback d'Ole Miss, Chucky Mullins, y subissant une fracture au cou le laissant quadriplégique. Mullins décède des complications de sa blessure en 1991.
Au cours du siècle actuel, les Rebels et les Commodores ont atteint un niveau de parité, Ole Miss menant 13 des 21 matchs joués.

#### Auburn
Page anglophone de la rivalité (en)
Les deux équipes sont des membres fondateurs de la Southeastern Conference. Elles se rencontrent pour la première fois le 20 octobre 1928 à Birmingham en Alabama. Ole Miss remporte le match sur le score de 19 à 0.
Après la victoire d'Auburn (14–7) en 1932, les deux équipes ne se rencontrent plus avant 1949 (victoire des Rebels 40 à 7). Elles se sont rencontrées lors de deux bowls d'après saison régulière, Ole Miss remportant le Liberty Bowl 1965 (13–7) et Auburn remportant le  Gator Bowl 1971 (35–28). Cette victoire au Gator Bowl marque le début d'une longue série victorieuse d'Auburn (9) entre 1971 et 1991. Depuis 1990, elles se rencontrent chaque année puisque toutes deux membres de la division West de la SEC.
La rivalité prend une tournure « agressive » en 1999 lorsque l'entraîneur principal d'Ole Miss, Tommy Tuberville, qui avait déclaré qu'il ne quitterait Ole Miss que dans un « cercueil en pin », accepte quelques jours plus tard le poste d'entraîneur principal d'Auburn. Peu de temps après ces faits, certains ont commencé à appeler le match de rivalité « Pine Box Bowl ». Le premier match joué après le départ de Tuberville pour Auburn voit Ole Miss gagner en prolongation sur le score de 24 à 17.
Depuis la rencontre de 1999, Ole Miss n'a battu Auburn qu'à cinq reprises, la dernière datant de 2023 (victoire 48-34).

#### Memphis
Page anglophone de la rivalité (en)
Cette rivalité est également connue sous le nom de « Mid–South Rivalry ». Elle débute en 1921 en fin de saison 2019, c'est Ole Miss qui même la série avec 49 victoires pour 12 à Memphis et 2 nuls.
Les deux universités ne sont séparées que de 80 miles. La première rencontre a lieu en 1921 et with Ole Miss remporte les 17 premiers matchs. La série victorieuse d'Ole Miss est interrompue grâce à un nul obtenu en 1963 par Memphis mais ces derniers ne remporteront leur premier match qu'en 1967. Les rencontres ont eu lieu chaque année entre 1962 et 1995 (sauf en 1975).
En 2015, Memphis bat Ole Miss classée à l'époque 11e du Top25 sur le score de 37 à 24. Cette victoire sur les Rebels était la première depuis 2004 et la première victoire sur une équipe du Top25 depuis 1996 (victoire contre Tennessee). Les Rebels chutent dès lors à la 24e place tandis que les Tigers deviennent 18e),.
La dernière rencontre a lieu en 2019 et aucune autre n'est prévue dans un futur proche entre les deux équipes.

#### Tulane
Page anglophone de la rivalité (en)
La rivalité débute en 1893. En fin de saison 2019, c'est Ole Miss qui mène la série 41 à 28. C'est la plus ancienne rivalité pour Tulane ainsi que pour Ole Miss.
La première rencontre est jouée le 2 décembre 1893 à La Nouvelle-Orléans. Les deux universités se sont depuis rencontrées régulièrement malgré quelques interruptions. Tulane et Ole Miss ont été membres très longtemps des mêmes conférences : la SIAA de 1899 à 1920, la Southern Conference de 1922 à 1932 et comme membres fondateurs de la Southeastern Conference (SEC) de 1932 à 1966.
Le prochain matchs est prévu en 2025 à Oxford.

## Baseball
Article complet sur la page anglophone de wikipedia (en).
L'équipe de Baseball d'Ole Miss représente l'Université du Mississippi au sein de la NCAA Division I college baseball. Elle est membre de la Division Ouest de la Southeastern Conference. 
Ils sont actuellement entraînés par Mike Bianco et ses assistants Carl Lafferty et Matt Mossberg. Les Rebels sont la deuxième équipe universitaire la plus populaire du pays. 
Ils jouent leurs matchs à domicile au Oxford-University Stadium/Swayze Field, pouvant accueillir jusqu'à 12 152 spectateurs.  

### Palmarès
- Titre de champion national : (1) 2022 ;
- Apparitions en College World Series : (6) 1956, 1964, 1969, 1972, 2014, 2022 ;
- Champions régionaux NCAA : (10) 1956, 1964, 1969, 1972, 2005, 2006, 2007, 2009, 2014, 2022 ;
- Titres du Tournoi des Conférences : (3) 1977, 2006, 2018
- Apparitions au Tournoi des Conférences : (23) 1956, 1964, 1969, 1972, 1977, 1995, 1999, 2001, 2003, 2004, 2005, 2006, 2007, 2008, 2009, 2010, 2012, 2013, 2014, 2015, 2016, 2018, 2022 ;
- Champions de la Conférence SEC : (7) 1959, 1960, 1964, 1969, 1972, 1977, 2009.

## Basket-ball masculin
Article complet sur la page anglophone de wikipedia (en).
L'équipe de basket-ball représente l'université du Mississippi en NCAA Division I et est membre de la Southeastern Conference. Elle participe au tournoi final de la NCAA en 1981, 1997, 1998, 1999, 2001, 2002, 2013 et 2015. En 2008 et en 2010, l'équipe se qualifie pour les demi-finales nationales jouées au Madison Square Garden. Les Rebels remportent la Division Ouest de la SEC en 1997, 1998, 2001, 2007 et en 2010. De 1999 à 2006, Rod Barnes (en) est l'entraîneur principal de l'équipe. Il obtient 141 victoires pour 109 défaites. En 1981, les Rebels d'Ole Miss remportent leur premier titre de champion de la Conférence SEC. Il faut attendre la saison 2013 pour qu'ils remportent leur second titre de conférence.

### Palmarès
- Titre de Champion de Conférence SEC : (2) 1981, 2013
- Apparitions au Tournoi final NCAA : (8) 1981, 1997, 1998, 1999, 2001, 2002, 2013, 2015, 2019
- Apparitions au Tournoi final NCAA - 32 meilleures équipes : (3) 1999, 2001, 2013
- Apparition au Tournoi final NCAA - 16 meilleures équipes (Sweet Sixteen) : (1) 2001

## Basketball féminin
Article complet sur la page anglophone de wikipedia (en)
- Apparitions au tournoi final NCAA : (17) 1982, 1983, 1984, 1985, 1986, 1987, 1988, 1989, 1990, 1991, 1992, 1994, 1995, 1996, 2004, 2005, 2007 ;
- Apparitions au tournoi final NCAA - Second tour : (11) 1983, 1984, 1985, 1986, 1987, 1988, 1989, 1990, 1992, 1994, 2007 ;
- Apparitions au tournoi final NCAA - 16 meilleures équipes (Sweet Sixteen) : (8) 1985, 1986, 1987, 1988, 1989, 1990, 1992, 2007 ;
- Apparitions au tournoi final NCAA - 8 meilleures équipes (Elite Eight) : (5) 1985, 1986, 1989, 1992, 2007 ;
- Champions de Conférence SEC : (1) 1991.

## La mascotte actuelle
Le terme Landshark (requin) apparaît en 2008 et a pour origine le linebacker senior Tony Fein. Il est adopté par la défense de l'équipe de football américain de l'université. Tony Fein était un vétéran de l'armée et avait servi pendant la guerre en Iraq avant qu'il ne fasse carrière en football américain au sein de l'université du Mississippi. Fein fut également décoré du Pat Tillman Award par le Military Order of the Purple Heart en 2008.
Le 18 septembre 2017, les représentants des étudiants de l'université annoncent qu'un vote sera bientôt organisé sur la possibilité de changer de mascotte, les étudiants ayant, entre autres, la possibilité de voter sur la plateforme OrgSync du 26 au 29 septembre. Plus de 4 100 votes sont comptabilisés. 80 % de ces votes sont en faveur du changement de mascotte. Le 6 octobre 2017, le chancelier de l'université, Jeffrey S. Vitter, annonce que mascotte officielle de l'université sera le Landshark en lieu et place de Rebel the Black Bear. Ce changement est de suite effectué.